# Pohost Zahorodzki
Pohost Zahorodzki (biał. Пагост Загародзкі, Pahost Zaharodski) – wieś (dawniej miasteczko) na Białorusi, w obwodzie brzeskim, w rejonie pińskim, w sielsowiecie Pohost Zahorodzki (którego władz wbrew nazwie nie jest siedzibą).
W miejscowości działa parafia prawosławna pw. Świętych Cyryla i Metodego.
Do głównych zabytków miasteczka należą cerkiew parafialna i synagoga.

## Historia
Prywatne miasto szlacheckie położone było w końcu XVIII wieku w powiecie pińskim województwa brzeskolitewskiego. W XVIII w. wioska pozostawała własnością rodziny Druckich-Lubeckich.
W II RP znajdował się w województwie poleskim, w powiecie łuninieckim, a od 1923 w powiecie pińskim. Był siedzibą gminy Pohost Zahorodzki. W 1921 roku liczył 748 mieszkańców. Mieściła się tu wówczas parafia rzymskokatolicka św. Józefa Oblubieńca Najświętszej Maryi Panny.
Podczas okupacji hitlerowskiej, w listopadzie 1941 roku Niemcy utworzyli getto dla żydowskich mieszkańców. Przebywało w nim około 300 osób. W sierpniu 1942 roku Niemcy zlikwidowali getto, a Żydów zamordowano. Sprawcami zbrodni było SD z Hancewicz, litewskie oddziały pomocnicze, niemiecka żandarmeria oraz białoruska policja, dowodził Alfred Renndorfer.

## Ludzie związani z Pohostem Zahorodzkim
Urodzili się tu:
- w 1773 Łukasz Gołębiowski – jeden z pierwszych polskich etnografów, powstaniec kościuszkowski, historyk, bibliotekarz[10]
- w 1778 Ksawery Drucki Lubecki – minister skarbu Królestwa Polskiego w latach 1821–1830.